# Brachysarthron inerme
Brachysarthron inerme là một loài bọ cánh cứng trong họ Cerambycidae.